# Dean Jagger
Dean Jagger (Columbus Grove, Ohio, 7 de novembre de 1903 - Santa Monica, Califòrnia, 5 de febrer de 1991) va ser un actor estatunidenc.

## Biografia
Va ser premiat amb un Oscar al millor actor secundari pel seu paper a Ànimes en la foguera , film en el qual interpretava al Major Stovall, i en el qual també actuava Gregory Peck. Jagger també va treballar en la pel·lícula bíblica The Robe  encarnant el teixidor Justus of Cana, i treballant al costat de Richard Burton, entre altres intèrprets. El 1954 va interpretar un general retirat a la pel·lícula musical de Bing Crosby i Danny Kaye Nadal blanc, i el 1955 va ser un xèrif a Conspiració de silenci, cinta dirigida per John Sturges.
Hi va haver controvèrsia en el rodatge del film britànic de ciència-ficció de 1956 X the Unknown, ja que l'actor es va negar a treballar amb el director Joseph Losey, ja que aquest es trobava en la llista negra de Hollywood. Losey va ser finalment reemplaçat per Les Norman al cap de pocs dies d'iniciat el rodatge. Jagger va interpretar el pare d'Elvis Presley a la pel·lícula de 1958 King Creole, i va treballar amb Jean Simmons en el drama de 1960 Elmer Gantry film guanyador de tres premis Oscar. El 1969 va ser "The Highwayman" a la pel·lícula de John Huston La carta del Kremlin, i el 1971 va treballar en Vanishing Point.
Jagger també va aconseguir l'èxit en la sèrie televisiva Mr. Novak, sent nominat per la seva actuació al Premi Emmy el 1964 i el 1965. En aquest mitjà va guanyar un Premis Daytime Emmy per This Is the Life. A més, va fer dotzenes de papers dramàtics per a la TV, entre ells un per a l'episodi de Dimensió desconeguda titulat "Static". En un capítol de la sèrie Kung Fu Jagger va fer el paper de l'avi de Caine. En els seus últims anys Jagger va fer papers en telefilms com The Glass House (1972, ABC), amb Alan Alda i Vic Morrow. En aquest cas el guió era de Truman Capote. El 1973 va fer un altre telefilm, pilot per a una sèrie prevista de ciència-ficció titulada "The Stranger", producció en la qual també actuaven Glenn Corbett, Lew Ayres i Cameron Mitchell.
Entre els seus últims treballs televisius figuren els que va fer com a artista convidat a St. Elsewhere i a El fugitiu.
A Dean Jagger se li va concedir una estrella en el Passeig de la Fama de Hollywood, pel seu treball cinematogràfic, en el 1523 de Vine Street.
Jagger va ser batejat com a membre de l'Església de Jesucrist dels Sants dels Darrers Dies el 1972.
Va morir d'una malaltia cardíaca a Santa Monica, Califòrnia. Reposa a Hughson, cementiri Lakewood Memorial Park.

## Filmografia
Filmografia:
- 1929: The Woman from Hell: Jim Coakley
- 1929: Handcuffed: Gerald Morely
- 1930: Whoopee!: Diputat
- 1934: You Belong to Me: Instructor
- 1934: College Rhythm: Coach Robbins
- 1934: Behold My Wife: Pete
- 1935: Home on the Range: Thurman
- 1935: Wings in the Dark: Tops Harmon
- 1935: Car 99: Trooper Jim Burton
- 1935: People Will Talk: Bill Trask
- 1935: Men Without Names, de Ralph Murphy: Jones
- 1935: Wanderer of the Wasteland: Adam Larey
- 1935: It's a Great Life: Arnold
- 1936: Woman Trap: 'Honey' Hogan
- 1936: Thirteen Hours by Air: Hap Waller
- 1936: Revolt of the Zombies: Armand Louque
- 1936: Pepper: Bob O'Ryan
- 1936: Star for a Night: Fritz Lind
- 1937: Under Cover of Night: Alan Shaw
- 1937: Woman in Distress: Fred Stevens
- 1937: Dangerous Number: Vance Dillman
- 1937: Song of the City: Paul Herrick
- 1937: Escape by Night: 'Capper' Regan
- 1937: Exiled to Shanghai: Charlie Sears
- 1938: Having Wonderful Time: Charlie
- 1940: Brigham Young: Brigham Young
- 1941: Western Union: Edward Creighton
- 1941: The Men in Her Life, de Gregory Ratoff: David Gibson
- 1942: Valley of the Sun: Jim Sawyer
- 1942: The Omaha Trail: Pipestone Ross
- 1943: I Escaped from the Gestapo: Torgut Lane (forger)
- 1943: The North Star: Rodion Pavlov
- 1950: Sierra: Jeff Hassard
- 1950: Dark City: Capità Garvey
- 1951: Rawhide: Yancy
- 1951: Warpath: Sam Quade
- 1952: My Son John: Dan Jefferson
- 1952: Denver and Rio Grande: Gen. William J. Palmer
- 1952: It Grows on Trees: Phil Baxter
- 1953: La túnica sagrada (The Robe): Justus
- 1954: Executive Suite: Jesse Q. Grimm
- 1954: Private Hell 36: Capità Michaels
- 1954: Nadal blanc (White Christmas): Major General Thomas F. Waverly
- 1955: Conspiració de silenci (Bad Day at Black Rock): Xèrif Tim Horn
- 1955: The Eternal Sea: Vice-Adm. Thomas L. Semple
- 1955: It's a Dog's Life: Mr. Wyndham
- 1956: On the Threshold of Space: Dr.. Hugh Thornton
- 1956: X: The Unknown: Dr.. Adam Royston
- 1956: Three Brave Men: Rogers
- 1956: The Great Man: Philip Carleton
- 1957: Forty Guns: Xèrif Ned Logan
- 1957: Bernardine: J. Fullerton Weldy
- 1958: Smoke Jumpers
- 1958: El rebel orgullós (The Proud Rebel): Harry Burleigh
- 1958: King Creole de Michael Curtiz: Mr. Fisher
- 1959: Història d'una monja (The Nun's Story): Dr.. Van Der Mal
- 1960: Cash McCall: Grant Austen
- 1960: Elmer Gantry: William L. Morgan
- 1961: Parrish: Sala Post
- 1961: The Honeymoon Machine: Almirall Fitch
- 1962: Billy Rose's Jumbo: John Noble
- 1963: Mr. Novak (sèrie TV): Principal Albert Vane (1963 - 1964)
- 1967: First to Fight: Tinent Coronel Baseman
- 1968: Tiger by the Tail: Top Polk
- 1968: Firecreek: Whittier
- 1968: Les armes del diable (Day of the Evil Gun): Jimmy Noble
- 1969: Smith!: Jutge James C. Brown
- 1969: The Lonely Profession (TV): Charles Van Cleve
- 1970: La carta del Kremlin (The Kremlin Letter): El lladre
- 1970: The Brotherhood of the Bell (TV): Chad Harmon
- 1971: Vanishing Point: Prospector
- 1971: Incident in San Francisco (TV): Sam Baldwin
- 1972: The Glass House (TV): Warden Auerbach
- 1972: The Delphi Bureau (TV): Matthew Keller
- 1972: Columbo: The Most Crucial Game (TV): Walter Cunnell
- 1973: The Stranger (TV): Carl Webster
- 1973: I Heard the Owl Call My Name (TV): Bisbe
- 1974: God Bless Dr. Shagetz
- 1974: The Hanged Man (TV): Josiah Lowe
- 1975: The Great Lester Boggs: avi Vandiver
- 1975: So Sad About Gloria: Frederick Wellman
- 1976: The Lindbergh Kidnapping Case (TV): Koehler
- 1977: End of the World: Ray Collins
- 1978: Game of Death: Dr. Land
- 1980: Alligator: Slade
- 1987: Evil Town: Doctor Shagetz

## Premis i nominacions

### Premis
- 1950: Oscar al millor actor secundari per Twelve O'Clock High

### Premis i nominacions
- 1964: Primetime Emmy al millor actor en sèrie de televisió per Mr. Novak
- 1965: Primetime Emmy al millor actor en sèrie de televisió per Mr. Novak